# NGC 1706

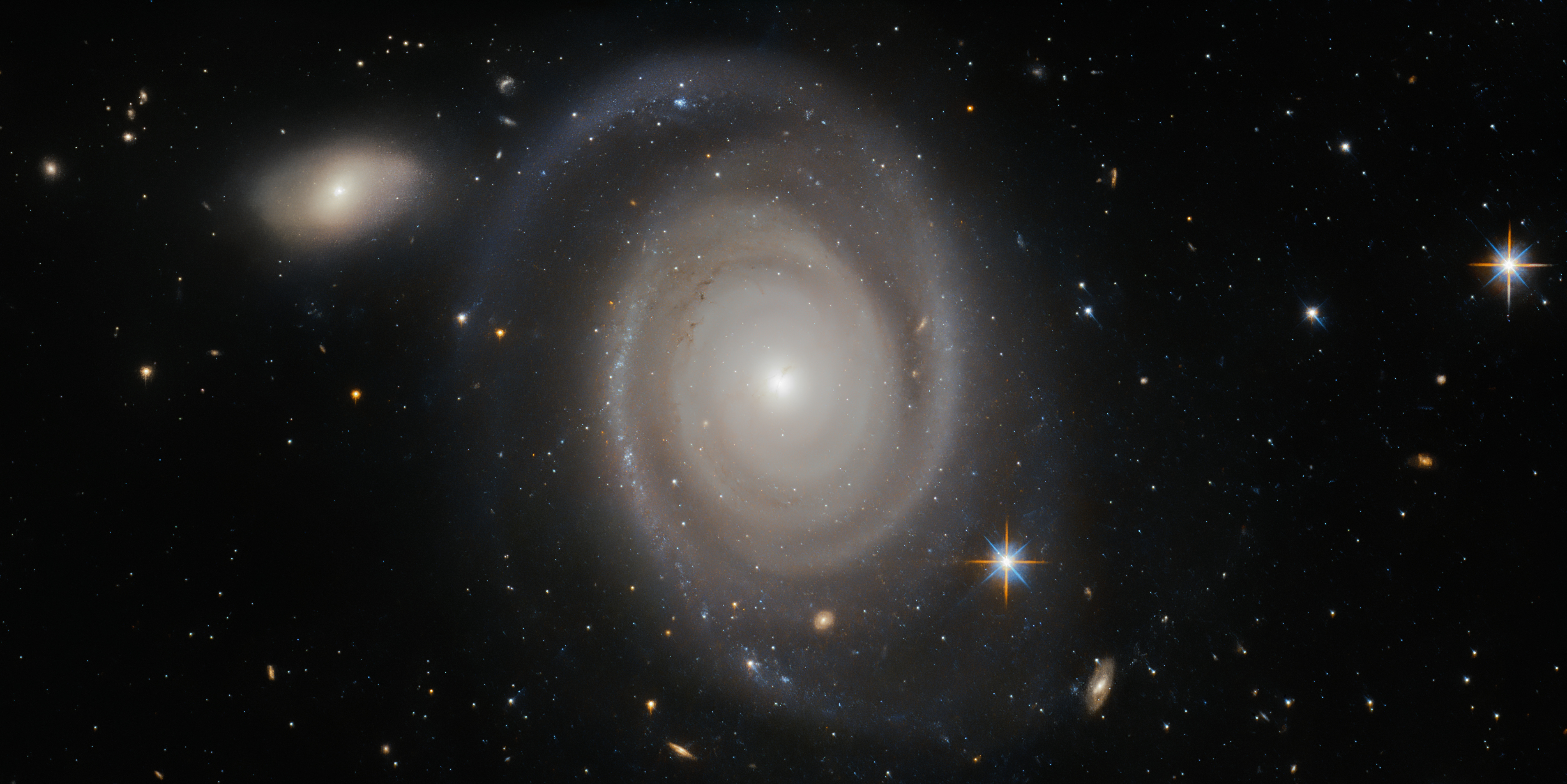
NGC 1706 par le télescope spatial Hubble.

NGC 1706 est une vaste galaxie spirale située dans la constellation de la Dorade. NGC 1706 a été découverte par l'astronome britannique John Herschel en 1837.

## Caractéristiques
Sa vitesse par rapport au fond diffus cosmologique est de 4 915 ± 26 km/s, ce qui correspond à une distance de Hubble de 72,5 ± 5,1 Mpc (∼236 millions d'al).
La classe de luminosité de NGC 1706 est I-II.

## Paire optique de galaxies
La galaxie au nord de NGC 1706 est LEDA 177963. La distance de Hubble de celle-ci est de 176,40 ± 12,35 Mpc (∼575 millions d'al). Il s'agit donc d'une galaxie lointaine qui ne forme pas une paire avec NGC 1706.

## Groupe d'ESO 85-38
La galaxie NGC 1706 fait partie du trio de galaxies d'ESO 85-38. L'autre galaxie du trio est NGC 1771.